# Alexander Jurjewitsch Ektow
Alexander Jurjewitsch Ektow (russisch Александр Юрьевич Эктов; * 30. Januar 1996 in Wolokolamsk) ist ein russischer Fußballspieler.

## Karriere
Ektow begann seine Karriere bei Master-Saturn Jegorjewsk. Zur Saison 2015/16 wechselte er in die Jugend von ZSKA Moskau. Zur Saison 2016/17 schloss er sich dem Drittligisten FSK Dolgoprudny an. In der Saison 2016/17 absolvierte er 25 Partien in der Perwenstwo PFL. In der Saison 2017/18 spielte er 23, in der Saison 2018/19 21 Mal.
Zur Saison 2019/20 wechselte er zum Zweitligisten Schinnik Jaroslawl. Im Juli 2019 debütierte er dann gegen den FK SKA-Chabarowsk in der Perwenstwo FNL. Bis zum COVID-bedingten Saisonabbruch kam er zu 26 Zweitligaeinsätzen. Nach einem weiteren Einsatz zu Beginn der Saison 2020/21 wechselte er im August 2020 zum Ligakonkurrenten FK Orenburg. Für Orenburg absolvierte er bis Saisonende 32 Partien in der FNL. In der Saison 2021/22 kam er zu 33 Einsätzen, mit Orenburg stieg er zu Saisonende in die Premjer-Liga auf.
Anschließend gab er im Juli 2022 gegen Krylja Sowetow Samara sein Debüt in der höchsten Spielklasse. In der Saison 2022/23 kam er insgesamt zu 25 Einsätzen im Oberhaus, in denen er dreimal traf. Zur Saison 2023/24 wechselte Ektow zum Ligakonkurrenten FK Krasnodar. In seiner ersten Saison in Krasnodar kam er zu zwölf Erstligaeinsätzen. Nach einem weiteren Spiel zu Beginn der Saison 2024/25 wurde er im August 2024 innerhalb der Liga an den FK Nischni Nowgorod verliehen.